# Jordanita rungsi
Jordanita rungsi là một loài bướm đêm thuộc họ Zygaenidae. Nó có ở khu vực trung bộ của Trung Atlas ở Maroc.
Chiều dài cánh trước là 11,9-12,2 mm đối với con đực và 11-11,2 mm đối với con cái.
Ấu trùng ăn Carthamus calvus. Quá trình hóa nhộng diễn ra trong một tổ kén ở trong đất.